# Kirsten Wild

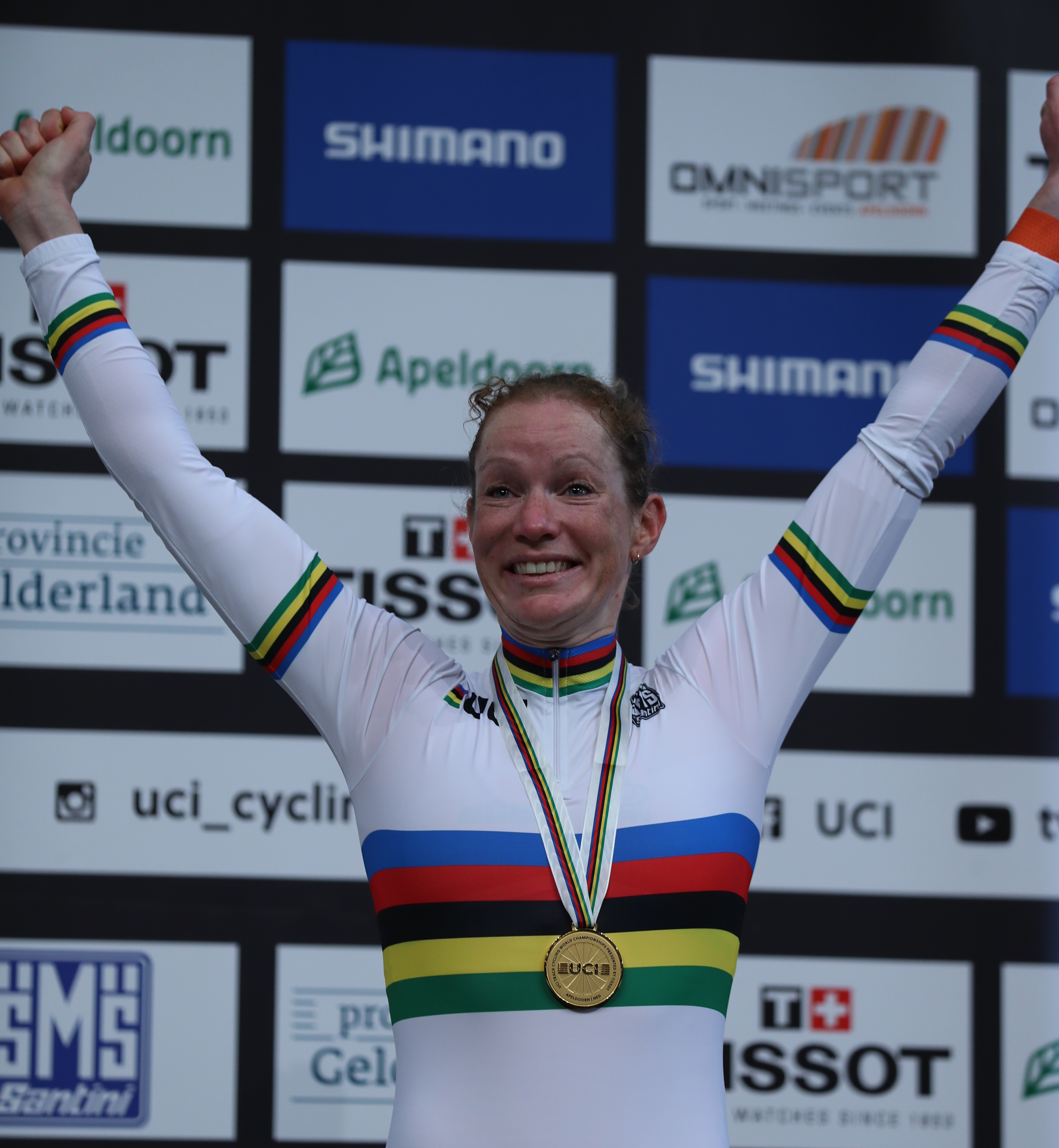
Världsmästare i omnium 2018.

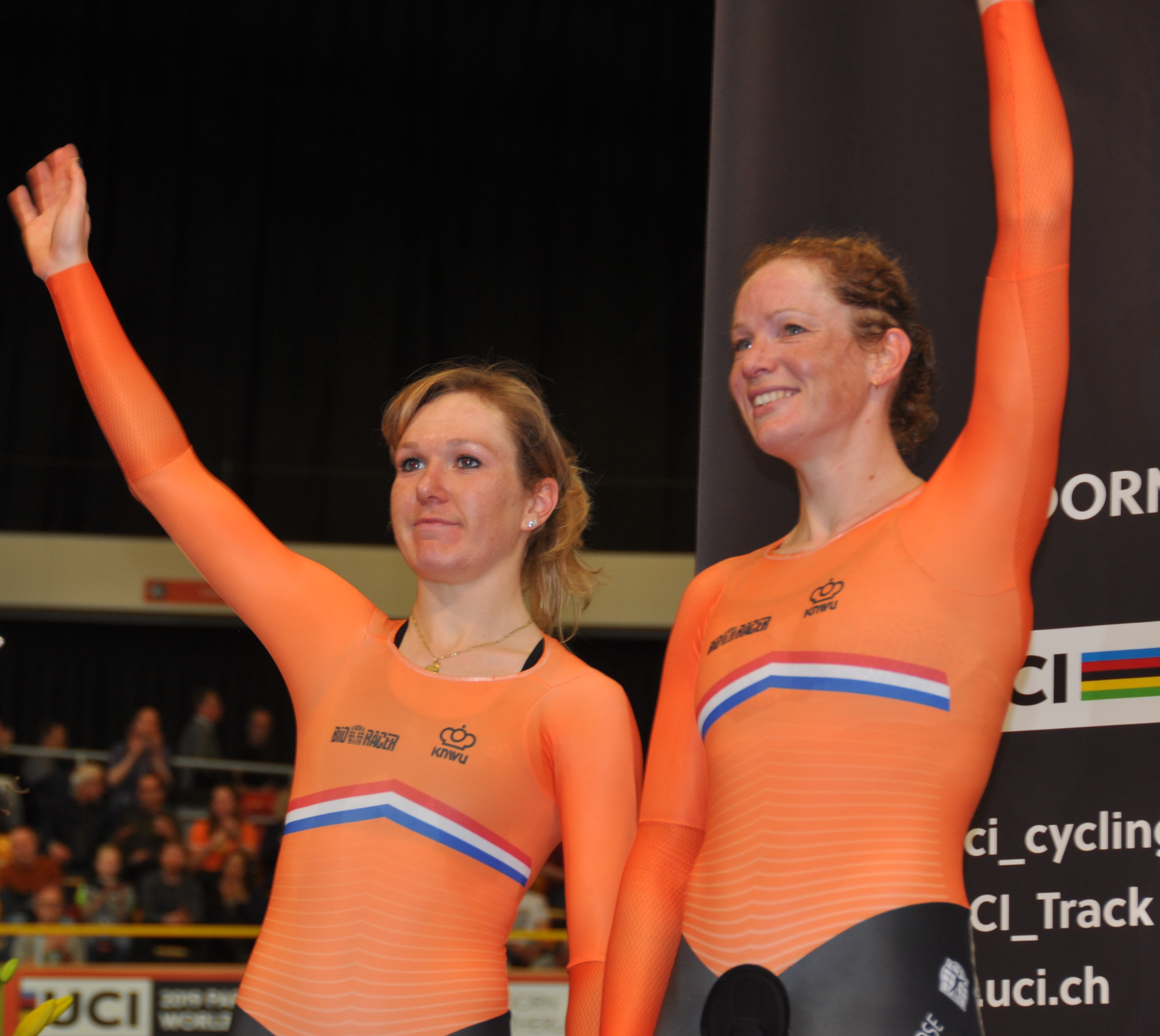
Silvermedaljörerna i madison vid VM 2018: Kirsten Wild (till höger) med Amy Pieters.

Kirsten Wild, född den 15 oktober 1982 i Almelo, är en nederländsk tidigare tävlingscyklist som hade framgångar på såväl bana som på landsväg. På bana, där hon var stark i uthållighetsgrenarna, blev hon niofaldig världsmästare (tre gånger i både scratch och madison, och därtill två gånger i omnium och en gång i poänglopp), åttafaldig europamästare och vinnare av 31 nederländska mästerskapstitlar. På landsväg blev hon silvermedaljör vid världsmästerskapen i linjelopp 2016 och bronsmedaljör i lagtempo 2012, samt tog en seger här och där – exempelvis vann hon både Driedaagse Brugge-De Panne och Gent–Wevelgem 2019 – och blev totaltrea i världscupen 2009 och 2010.

## Meriter

### Bana

#### Olympiska spelen
| 2012 6:a i omnium 6:a i lagförföljelselopp (med Vera Koedooder, Amy Pieters och Ellen van Dijk) | 2016 6:a i omnium | 2020 3:a i omnium 4:a i madison med Amy Pieters |

#### Mästerskap
| Världsmästerskap             | Världsmästerskap | Världsmästerskap | Världsmästerskap | Världsmästerskap | Världsmästerskap | Världsmästerskap | Världsmästerskap | Världsmästerskap | Världsmästerskap | Världsmästerskap | Världsmästerskap | Världsmästerskap | Världsmästerskap | Världsmästerskap | Världsmästerskap |
| Disciplin                    | 2007             | 2008             | 2009             | 2010             | 2011             | 2012             | 2013             | 2014             | 2015             | 2016             | 2017             | 2018             | 2019             | 2020             | 2021             |
| ---------------------------- | ---------------- | ---------------- | ---------------- | ---------------- | ---------------- | ---------------- | ---------------- | ---------------- | ---------------- | ---------------- | ---------------- | ---------------- | ---------------- | ---------------- | ---------------- |
| Poänglopp                    |                  |                  |                  |                  |                  |                  |                  |                  |                  |                  |                  |                  |                  |                  |                  |
| Omnium                       |                  |                  |                  |                  |                  |                  |                  |                  |                  |                  |                  |                  |                  |                  |                  |
| Scratch                      |                  |                  |                  |                  |                  |                  |                  |                  |                  |                  |                  |                  |                  |                  |                  |
| Madison                      |                  |                  |                  |                  |                  |                  |                  |                  |                  |                  |                  | AP               | AP               | AP               | AP               |
| Europamästerskap             |                  |                  |                  |                  |                  |                  |                  |                  |                  |                  |                  |                  |                  |                  |                  |
| Disciplin                    | 2007             | 2008             | 2009             | 2010             | 2011             | 2012             | 2013             | 2014             | 2015             | 2016             | 2017             | 2018             | 2019             | 2020             | 2021             |
| Poänglopp                    |                  |                  |                  |                  |                  |                  |                  |                  |                  |                  |                  |                  |                  |                  |                  |
| Omnium                       |                  |                  |                  |                  |                  |                  |                  |                  |                  |                  |                  |                  |                  |                  |                  |
| Scratch                      |                  |                  |                  |                  |                  |                  |                  |                  |                  |                  |                  |                  |                  |                  |                  |
| Elimineringslopp             |                  |                  |                  |                  |                  |                  |                  |                  |                  |                  |                  |                  |                  |                  |                  |
| Madison                      |                  |                  |                  |                  |                  |                  |                  |                  |                  | NK               | AP               | AP               | AP               |                  |                  |
| Nederländska mästerskap      |                  |                  |                  |                  |                  |                  |                  |                  |                  |                  |                  |                  |                  |                  |                  |
| Disciplin                    | 2007 2008        | 2008 2009        | 2009 2010        | 2010 2011        | 2011 2012        | 2012 2013        | 2013 2014        | 2014 2015        | 2015 2016        | 2016 2017        | 2017 2018        | 2018 2019        | 2019 2020        | 2020 2021        | 2021 2022        |
| Poänglopp                    |                  |                  |                  |                  |                  |                  |                  |                  |                  |                  |                  |                  |                  |                  |                  |
| Omnium                       |                  |                  |                  |                  |                  |                  |                  |                  |                  |                  |                  |                  |                  |                  |                  |
| Scratch                      |                  |                  |                  |                  |                  |                  |                  |                  |                  |                  |                  |                  |                  |                  |                  |
| Individuellt förföljelselopp |                  |                  |                  |                  |                  |                  |                  |                  |                  |                  |                  |                  |                  |                  |                  |
| Madison                      |                  |                  | VK               |                  | ED               | LK               | WS               |                  | NK               | NK               | AP               | AP               |                  |                  |                  |

Not: I madison anges partnerns initialer:
| AP = Amy Pieters NK = Nina Kessler | ED = Ellen van Dijk VK = Vera Koedooder | LK = Laura Van Der Kamp WS = Winanda Spoor |

### Landsväg
| 2004 Vinnare av ungdomstävlingen i Holland Ladies Tour 2:a totalt i Novilon Eurocup 5:a i linjelopp vid Nederländska mästerskapen 2005 7:a i Sparkassen Giro Bochum 7:a totalt i Novilon Eurocup 2006 Vinnare totalt av RaboSter Zeeuwsche Eilanden Vinnare av Omloop door Middag-Humsterland 3:a totalt i Novilon Eurocup 3:a i Lowland International Rotterdam Tour 9:a i Open de Suède Vårgårda 10:a i Rund um die Nürnberger Altstadt 2007 Vinnare totalt av Polen runt Vinnare av etapperna 2, 3 och 4 Vinnare av etapp 3 i Holland Ladies Tour 2:a totalt i RaboSter Zeeuwsche Eilanden Vinnare av poängtävlingen 5:a i Rund um die Nürnberger Altstadt 6:a i Trofeo Alfredo Binda 10:a i Omloop Het Volk 2008 Vinnare av Omloop Het Volk Vinnare av Therme Kasseien Omloop Vinnare av Omloop van Borsele 2:a totalt i RaboSter Zeeuwsche Eilanden 2:a i individuellt tempolopp vid Nederländska mästerskapen 3:a i Flandern runt 3:a i Rund um die Nürnberger Altstadt 8:a i Ronde van Drenthe 9:a i linjelopp vid Nederländska mästerskapen 2009 Vinnare totalt av Tour of Qatar Vinnare av Rund um die Nürnberger Altstadt Vinnare av prologen (ITT) och etapp 9 i Giro Donne Vinnare totalt av Le Tour Du Grand Montréal Vinnare av etapperna 1, 2 och 4 Vinnare av Prijs Stad Roeselare Vinnare av Omloop Van Borsele 2:a i Flandern runt 2:a i Open de Suède Vårgårda 2:a i individuellt tempolopp vid Nederländska mästerskapen 5:a i Trofeo Alfredo Binda 5:a i linjelopp vid Nederländska mästerskapen 10:a i Ronde van Drenthe 2010 Vinnare totalt av Tour of Qatar Vinnare av etapp 3 Vinnare av Open de Suède Vårgårda Vinnare av Prijs Stad Roeselare Vinnare totalt av Rabo Ster Zeeuwsche Eilanden Vinnare av etapperna 1 (ITT) och 2 Vinnare av etapp 4 i Giro della Toscana 2:a i Tour of Chongming Island World Cup 2:a totalt i Tour of Chongming Island Vinnare av etapp 2 2:a totalt i Profile Ladies Tour Vinnare av etapperna 4 och 5 3:a i Flandern runt 3:a i individuellt tempolopp vid Nederländska mästerskapen | 2011 2:a i Ronde van Drenthe 2:a totalt i Rabo Ster Zeeuwsche Eilanden 3:a totalt i Profile Ladies Tour 5:a i individuellt tempolopp vid Nederländska mästerskapen 6:a i Open de Suède Vårgårda 2012 3:a i lagtempo vid Världsmästerskapen Vinnare totalt av Rabo Ster Zeeuwsche Eilanden Vinnare av etapp 3 Vinnare av etapp 3 i Brainwash Ladies Tour 2:a i Ronde van Drenthe 3:a totalt i Tour of Qatar Vinnare av poängtävlingen Vinnare av etapperna 1 och 3 4:a i Flandern runt 2013 Vinnare totalt av Tour of Qatar Vinnare av poängtävlingen Vinnare av etapperna 2, 3 och 4 Vinnare av etapp 1 av Giro d'Italia Vinnare av Ronde van Gelderland Vinnare av poängtävlingen i Boels Ladies Tour Vinnare av etapperna 1 och 3 Vinnare av etapperna 2 och 3 i Belgien runt 3:a i Sparkassen Giro 3:a totalt i Energiewacht Tour Vinnare av poängtävlingen Vinnare av etapperna 1, 2, 3b och 4 5:a i Ronde van Drenthe 10:a i Flandern runt 2014 Vinnare av Tour of Chongming Island World Cup Vinnare totalt av Tour of Chongming Island Vinnare av poängtävlingen Vinnare av etapperna 1 och 2 Vinnare totalt av Tour of Qatar Vinnare av poängtävlingen Vinnare av etapperna 1, 3 och 4 Vinnare av etapperna 4 och 6 i La Route de France Vinnare av Ronde van Gelderland Vinnare av Novilon EDR Cup 2:a i La course by Le Tour de France 2:a i Ronde van Overijssel Women 5:a i Open de Suède Vårgårda 6:a i Ronde van Drenthe 2015 Vinnare totalt av Tour of Chongming Island Vinnare av poängtävlingen Vinnare av etapperna 1 och 2 Vinnare av EPZ Omloop van Borsele Vinnare av Novilon Eurocup Vinnare av etapp 3 i Energiewacht Tour Vinnare av etapp 4 i Tour de Bretagne Féminin 2:a i Tour of Chongming Island World Cup 3:a i La Madrid Challenge By La Vuelta 9:a i La course by Le Tour de France | 2016 Vinnare av Prudential Ride London Grand Prix Vinnare av etapp 4 i Tour of California Vinnare av The Women's Tour de Yorkshire Race Vinnare av poängtävlingen i Tour of Qatar Vinnare av etapp 1 2:a i linjelopp vid Världsmästerskapen 6:a i lagtempo vid Världsmästerskapen 2017 Vinnare av etapp 2 i Boels Rental Ladies Tour 2:a totalt i Tour of Chongming Island Vinnare av etapp 1 3:a totalt i Santos Women's Tour Vinnare av etapperna 2 (ITT) och 4 5:a i Prudential Ride London Classique 7:a i linjelopp vid Europamästerskapen 7:a i Omloop van het Hageland 2018 Vinnare av Prudential Ride London Grand Prix Vinnare av etapp 1 i Giro d'Italia Vinnare av poängtävlingen i Tour de Yorkshire Womens Race Vinnare av etapp 1 2:a i Crescent Vårgårda 4:a i linjelopp vid Nederländska mästerskapen 5:a totalt i Healthy Ageing Tour Vinnare av etapp 3a 7:a totalt i Tour of Chongming Island UCI Women's WorldTour Vinnare av etapp 3 2019 Vinnare av Driedaagse Brugge-De Panne Vinnare av Gent–Wevelgem 2:a totalt i Tour de Bretagne Féminin Vinnare av poängtävlingen Vinnare av etapperna 1 och 2 3:a totalt i Healthy Ageing Tour Vinnare av poängtävlingen Vinnare av etapperna 3 och 5 6:a i linjelopp vid Europamästerskapen 8:a i Ronde van Drenthe 2021 6:a i Classic Brugge-De Panne |